# ドワイト・フィリー・デービス
ドワイト・フィリー・デービス（英語: Dwight Filley Davis, 1879年7月5日 - 1945年11月28日）は、アメリカ・ミズーリ州セントルイスのテニス選手、政治家。男子テニスの国別対抗戦「デビスカップ」の創設者としてよく知られる。歴史的理由により日本語でのつづりがデービスとデビスと違うが、英語での発音は同じである。後にカルビン・クーリッジ大統領の下で、1925年から1929年まで陸軍長官を務めた。

## 生い立ちと初期の経歴
ミズーリ州セントルイス生まれ。彼はセントルイス市内のスミス・アカデミーで教育を受け、ハーバード大学を1900年に卒業した。テニス選手から引退した後の1903年に、セントルイス・ワシントン大学ロースクールで法律の学位を取得している。

## テニス競技
ドワイト・デービスはハーバード大学において、テニスクラブに所属していた。彼は左利きの選手である。学生時代から、デービスはホルコム・ウォード（1878年 - 1967年）、マルコム・ホイットマン（1877年 - 1932年）とともに「ハーバードの3人組」（The Harvard Three）と呼ばれた。1898年、デービスは全米選手権の男子シングルス決勝でホイットマンに敗れた。彼はウォードとのダブルスで多くの好成績を残し、彼との1899年全米から1901年全米にかけて全米選手権の男子ダブルスで3連覇を達成した。デービスとウォードは、1901年ウィンブルドン選手権での男子ダブルス準優勝もある。
ハーバード大学在学中の1899年、デービスは大学のクラブチームのメンバーとともに、イギリスを相手にテニス対決をする構想を立ち上げた。この構想は間もなく両国のテニス協会によって受諾された。デービスは大会の形式を設計し、さらにシュリーブ・クランプ・アンド・ロウ社から自腹で純銀のトロフィーを購入した。デビスカップ第1回大会はアメリカ対イギリスの2国間対決として、1900年8月にマサチューセッツ州ボストンのロングウッド・クリケット・クラブで開催された。デービスはアメリカ代表として第1戦のシングルスと第3戦のダブルスに出場した。第1戦のシングルスはセットカウント 3-1 でデービスが勝利し、ウォードと組んだ第3戦のダブルスもセットカウント 3-0 で勝利を収めた。最終的には、アメリカ代表チームがイギリス代表チームをマッチカウント 3-0 で下した。
1904年、デービスはセントルイス五輪に出場した。男子シングルスではベスト16で失格となった。男子ダブルスではラルフ・マッキトリックと組み、準々決勝まで進んだ。

## セントルイスでの政治
テニスからの引退後、デービスは故郷セントルイスにおいて積極的に政治に関与したが、とりわけ都市問題に関心を示した。彼は公立図書館委員（1904年-1年907年）、美術館管理委員（1904年-1907年、1911年-1912年）、市庁舎委員（1907年-1909年）、土地保有委員（1909年-1911年）、都市公園委員（1911年-1915年）を務めた。また、スポーツ施設の建設にも積極的に携わり、ゴルフ場や野球場などの競技施設の建設・拡張を行い、アメリカ初の市営テニスコートを設置した。彼は全国自治体連盟の執行委員（1908年-1912年）も務めた。

## 第一次世界大戦

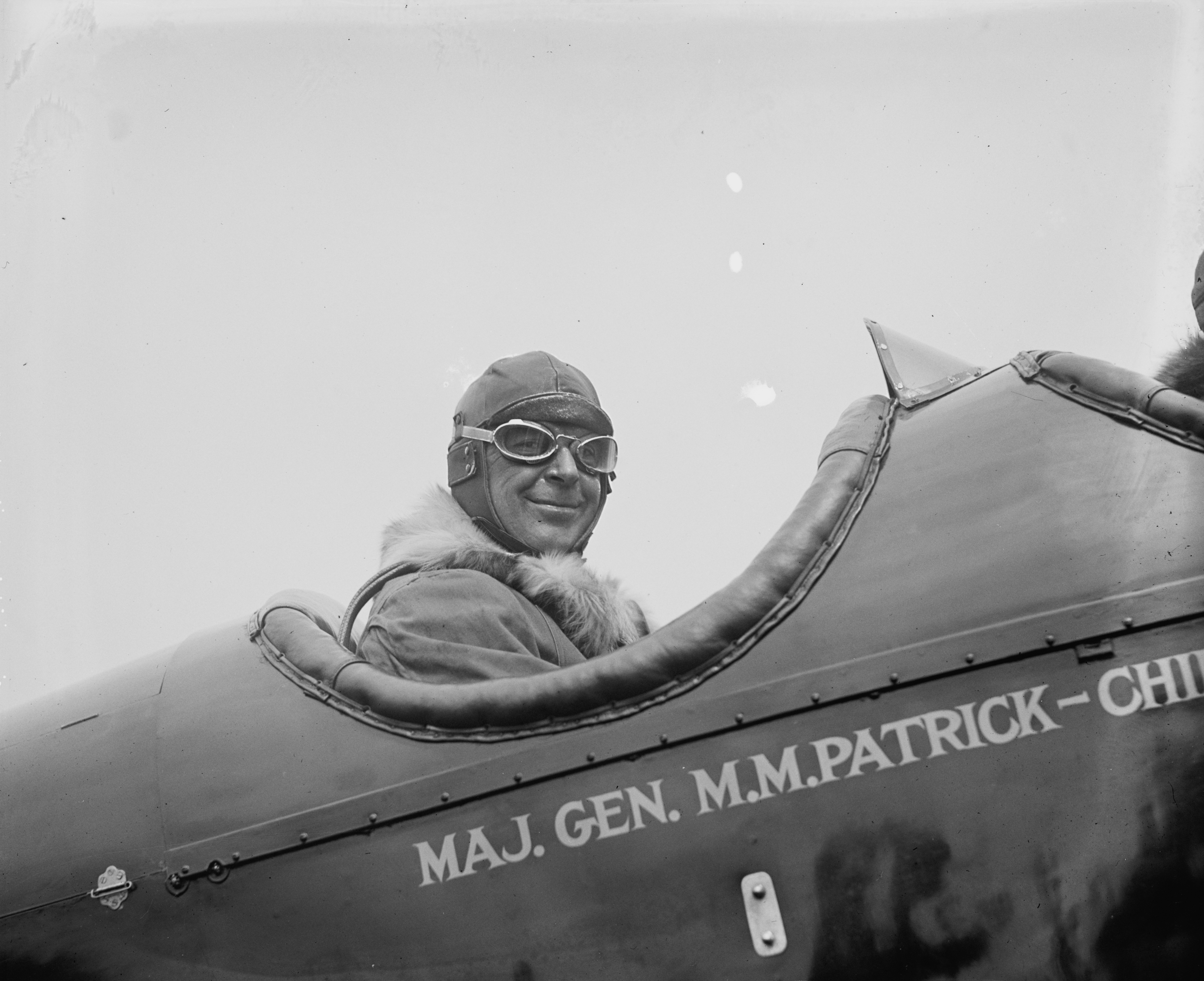
戦闘機に搭乗するデービス

第一次世界大戦が開戦すると、デービスはプラッツバーグ軍事キャンプに参加した。続いて、1916年から1917年までロックフェラー戦争救済委員会のメンバーとして、戦災者の救援活動を行った。
1918年、デービスはミズーリ州兵に参加した。その際に国家陸上警備隊の一員として第35歩兵師団に所属した。彼はフランスにも派遣され、サンミエルの戦いとムーズ・アルゴンヌの攻勢に参加した。そして、第69歩兵連隊の参謀長として少佐の地位を与えられた。
デービスはフランスでの戦闘を評価され、レジオンドヌール勲章を受勲した。また所属する旅団のために、敵地で「自らに課した任務」として情報収集を行ったことを評価され、殊勲十字章を受勲した。
戦後の1920年、デービスは連邦上院議員を目指したが、敗北した。1921年、デービスはワシントンD.C.で戦時金融公社の取締役に就任した。

## 陸軍省での政治

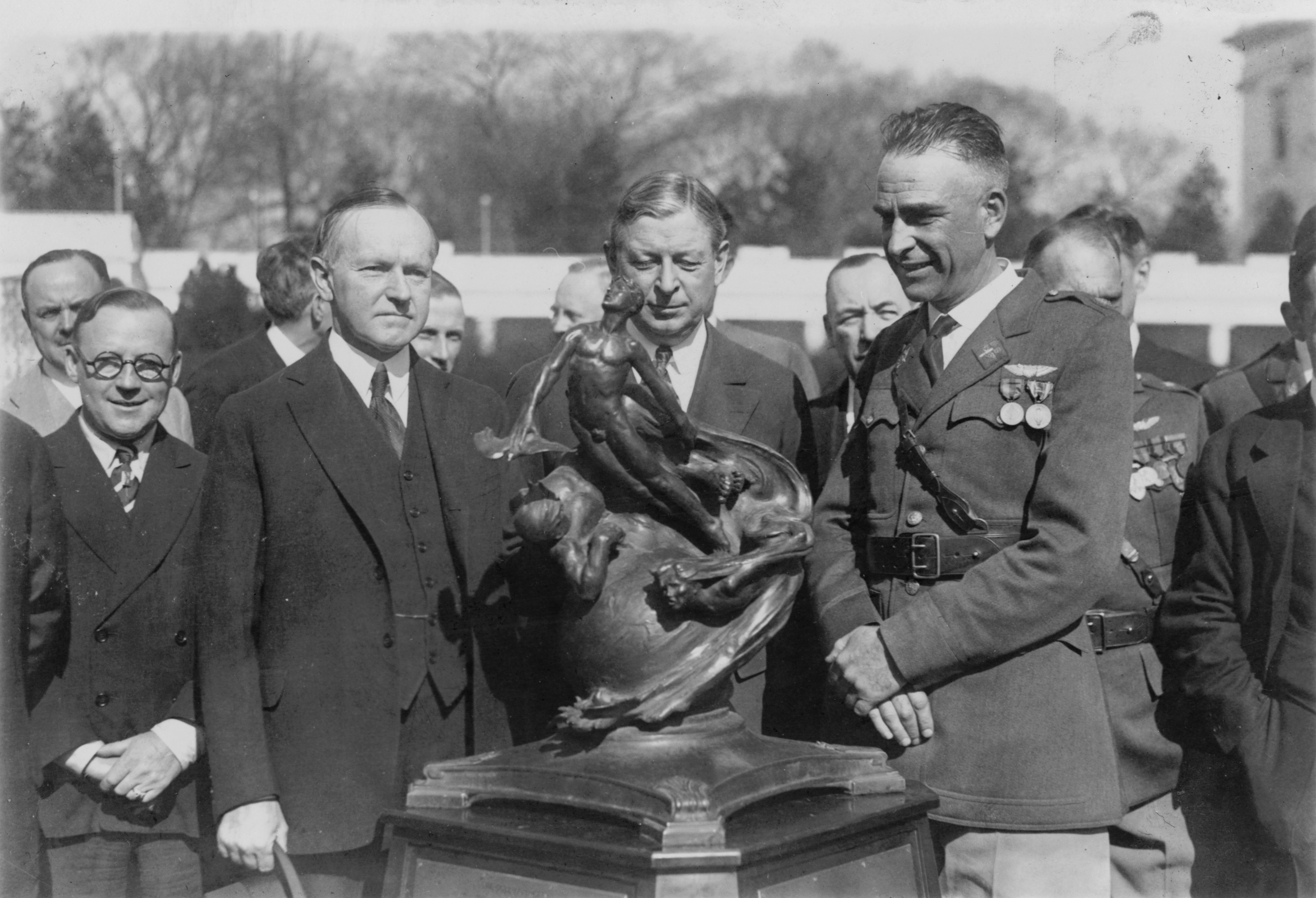
コリアー・トロフィーの授与式に出席するフーバー大統領（左）とデービス陸軍長官（中央）

デービスは1923年から1924年まで陸軍次官補を務めた。彼は空軍力の欠乏を指摘した陸軍航空隊の副司令官ウィリアム・ミッチェルを非難し、論争を巻き起こした。
ドワイト・デービスは1925年10月、カルビン・クーリッジ大統領から第49代陸軍長官に任命された。デービスは陸軍組織の拡張政策をとり、また戦時に国内産業を流動的に動員できるシステムの構築を目指した。さらに、機械化された部隊の実用化を試みた。クーリッジ大統領の任期満了により、デービスは1929年3月に陸軍長官を退任した。

## フィリピン総督
1929年7月、デービスはハーバート・フーヴァー大統領からフィリピン総督に任命され、1932年1月までこの職務を務めた。

## 晩年
1933年以降、フロリダ州タラハシー近郊のメリディアン・プランテーションで暮らした。1942年、彼は陸軍専門家部隊の長官を務めた。1945年11月28日、ワシントンD.C.において死去した。彼の遺体は、アーリントン国立墓地の第2セクションに埋葬された。
1954年に国際テニス殿堂が設立され、ドワイト・デービスは1956年に第2回の殿堂入りを果たした。、1996年には、セントルイス殿堂にスポーツ部門で殿堂入りした。

## 家族

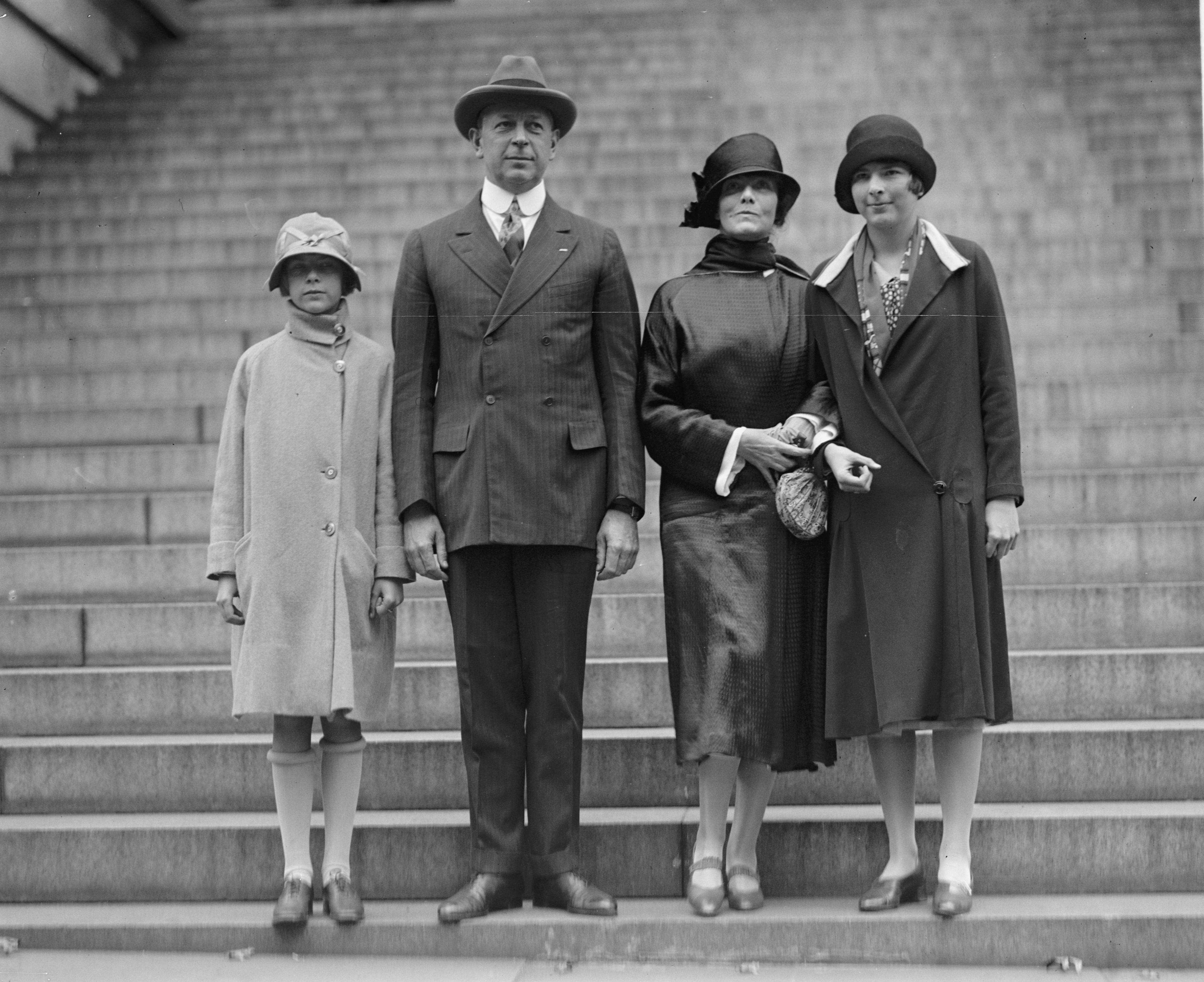
デイヴィスと家族

ドワイト・デービスの父親はジョン・ティルデン・デービス (John Tilden Davis, 1844-1894)、母親はマリア・ジャネット・フィリー (Maria Jeanette Filley, 1843-1913) であった。デービスは1905年11月15日にヘレン・ブルックス (Helen Brooks, 1884-1932) と結婚。デービスはヘレンとの間に1人娘シンシア・デービス (Cynthia Davis) をもうけた。ヘレンと死別後の1936年、デービスはポーリン・セービン (Pauline Sabin, 1887-1955) と再婚。